# Saori Arimachi
Saori Arimachi (有町 紗央里 Arimachi Saori?), född 12 juli 1988, är en japansk fotbollsspelare som spelar för Mynavi Vegalta Sendai.
Saori Arimachi spelade 6 landskamper för det japanska landslaget.